# Maciej Szmitkowski
Maciej Szmitkowski (ur. 8 maja 1946 w Czeremsze) – polski naukowiec, lekarz, diagnosta laboratoryjny, profesor nauk medycznych.

## Życiorys
W 1970 uzyskał dyplom lekarza na Akademii Medycznej w Białymstoku. Zaraz po studiach rozpoczął pracę na uczelni, gdzie zatrudniony był na stanowiskach asystenta (1970–1974), adiunkta (1974–1978), docenta (1979–1988), a ostatecznie profesora (od 1988). W 1973 uzyskał stopień naukowy doktora nauk medycznych (promotor: dr hab. Jan Prokopowicz), w 1979 doktora habilitowanego nauk medycznych, w 1988 tytuł profesora nauk medycznych. Posiada specjalizację II stopnia z diagnostyki laboratoryjnej.
W latach 1984–1987 oraz 1996–1998 prodziekan, a w latach 1998–2002 dziekan Wydziału Farmaceutycznego z Oddziałem Medycyny Laboratoryjnej Uniwersytetu Medycznego w Białymstoku. Członek Zarządu Polskiego Towarzystwa Diagnostyki Laboratoryjnej. Od 1984 konsultant wojewódzki, a od 6 czerwca 2014 do 18 stycznia 2017 konsultant krajowy w dziedzinie diagnostyki laboratoryjnej, powołany ponownie we wrześniu 2017. Od 1984 (czyli od powstania) do 2016 kierownik Zakładu Diagnostyki Biochemicznej UMB.
Odznaczony dwukrotnie Złotym Krzyżem Zasługi (1998, 2012).